# 卡泽姆·艾瓦兹
卡泽姆·艾瓦兹（土耳其語：Kazım Ayvaz，1938年3月10日—2020年1月18日），土耳其男子摔跤运动员。他曾代表土耳其参加1960年、1964年和1968年夏季奥林匹克运动会摔跤比赛，其中1964年奥运会获得一枚金牌。